# Hippotion velox
Hippotion velox är en fjärilsart som beskrevs av Fabricius 1793. Hippotion velox ingår i släktet Hippotion och familjen svärmare. Inga underarter finns listade i Catalogue of Life.

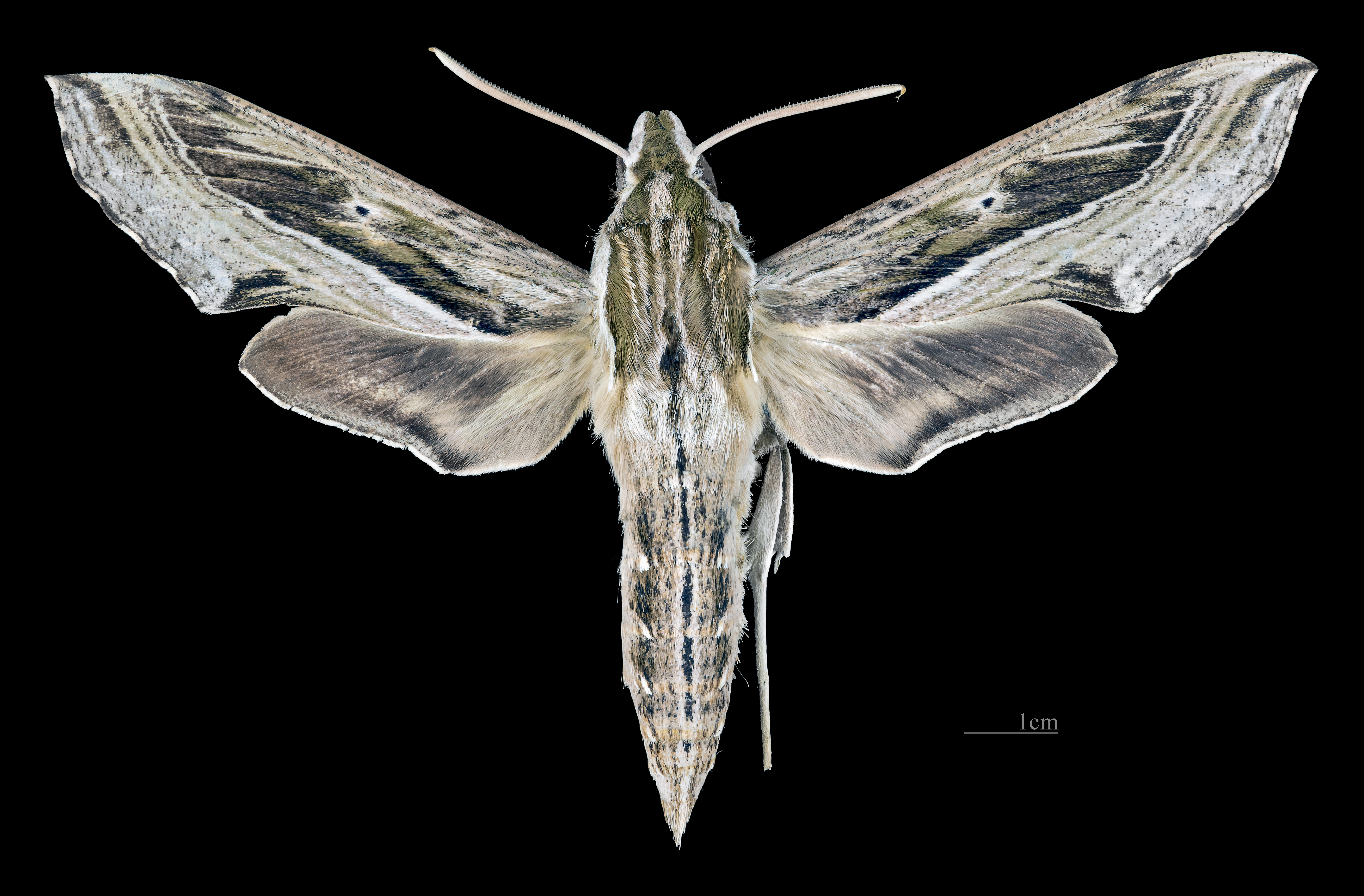
Hippotion velox ♂
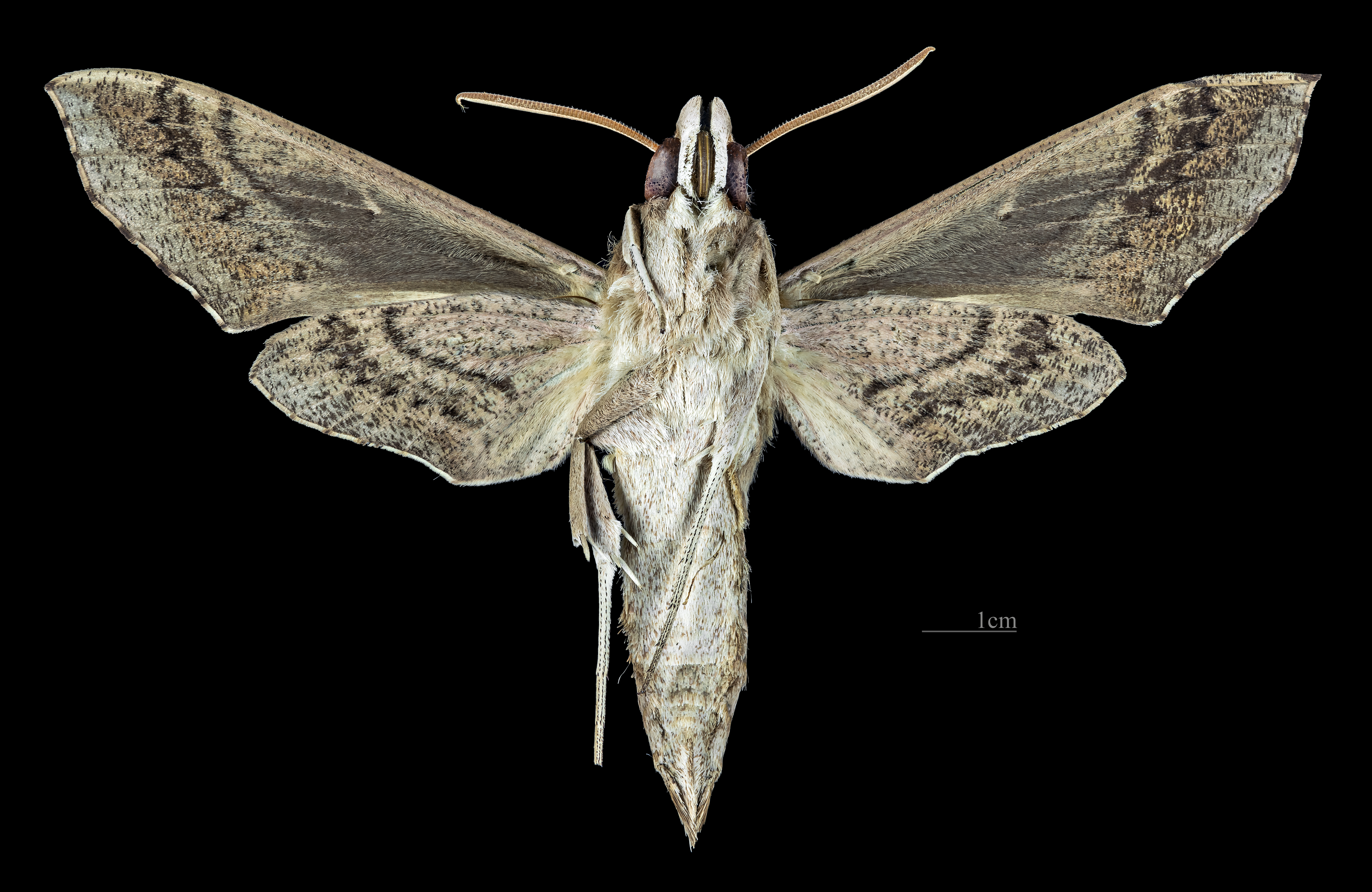
Hippotion velox ♂   △
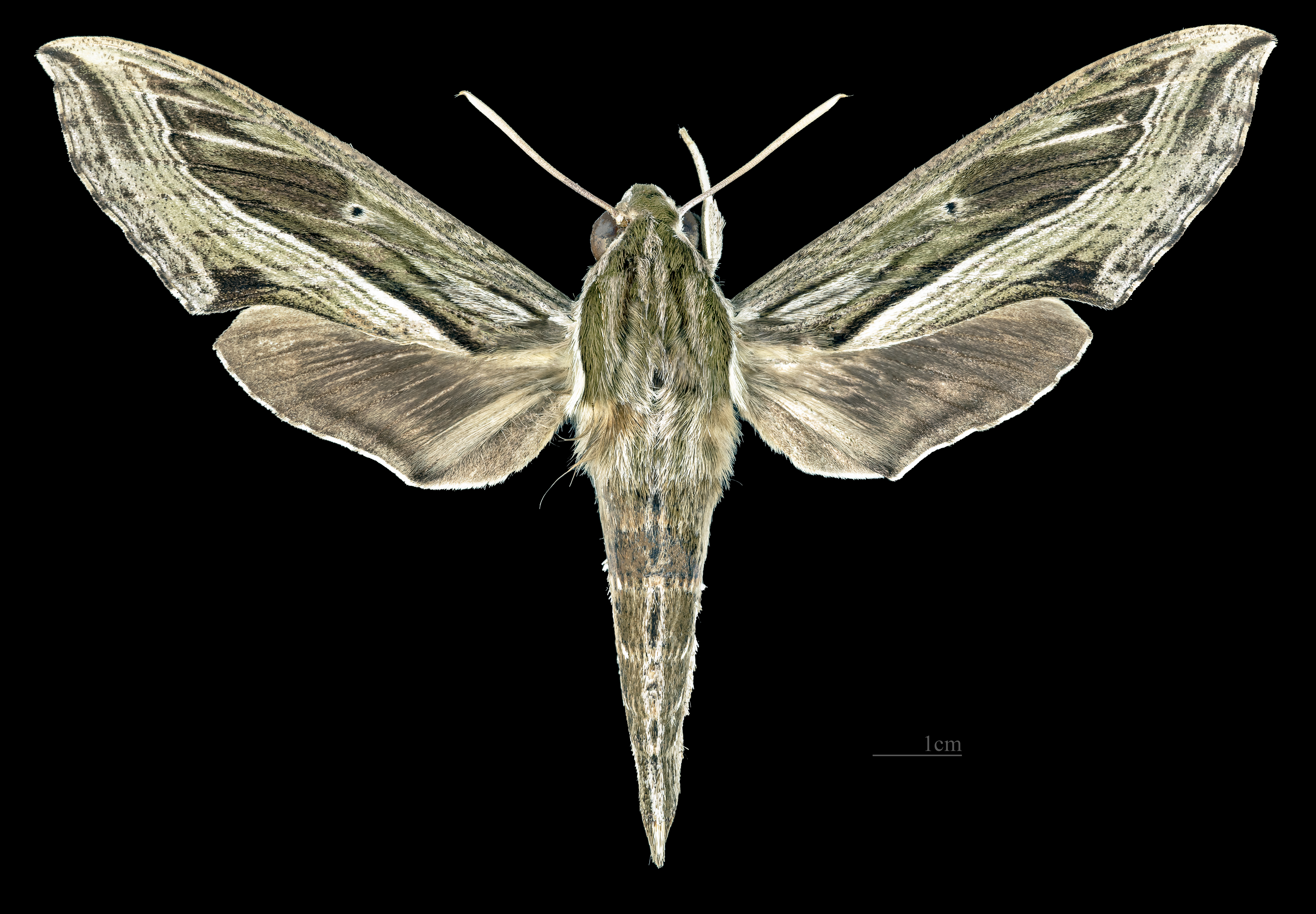
Hippotion velox   ♀
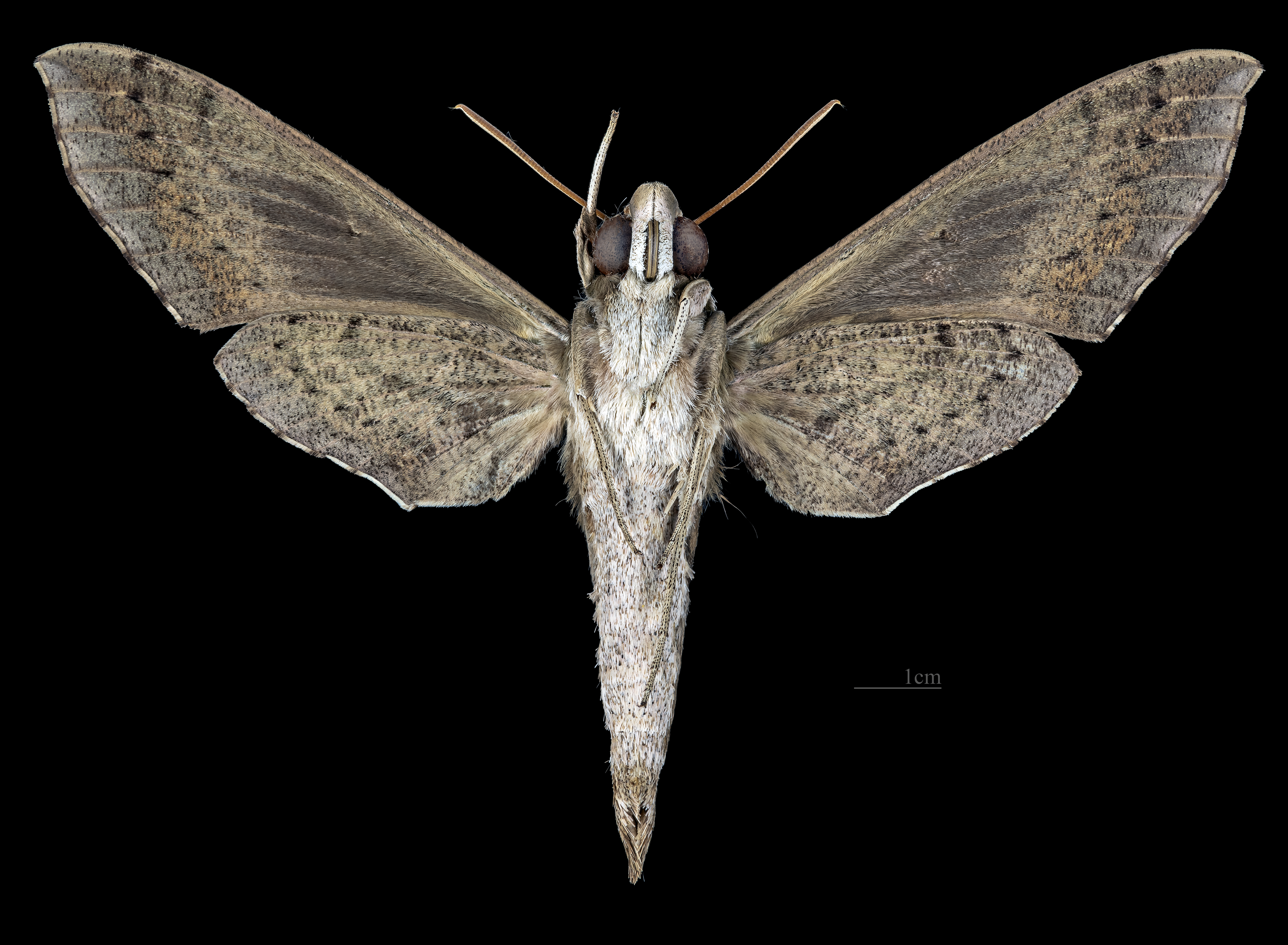
Hippotion velox  ♀ △